# William Eskelinen
William Eskelinen, né le 3 septembre 1996 en Suède, est un footballeur suédois qui évolue au poste de gardien de but à l'Örebro SK.

## Biographie

### Débuts professionnels
William Eskelinen est formé à l'IF Brommapojkarna.
En 2015 il rejoint l'Hammarby IF mais il ne joue aucun match avec ce club, étant prêté à plusieurs reprises à des clubs de divisions inférieures.

### GIF Sundsvall
Le 24 janvier 2017 Eskelinen rejoint le GIF Sundsvall. Il est dans un premier temps la doublure de Tommy Naurin. Il joue son premier match d'Allsvenskan le 18 septembre 2017, face à l'AFC Eskilstuna. Il entre en jeu en première mi-temps à la suite de la blessure de Naurin et son équipe s'impose par deux buts à un.
Il est propulsé titulaire lors de la saison 2018 à la suite du départ à la retraite de Tommy Naurin.

### AGF Århus
Le 16 juillet 2019 est annoncé le transfert de William Eskelinen à l'AGF Aarhus, le gardien de but s'engageant pour cinq ans. Le 28 juillet suivant il fait sa première apparition sous ses nouvelles couleurs en étant titularisé face au FC Midtjylland en Superligaen. Son équipe s'incline sur le score de un but à zéro ce jour-là.
Alors qu'il s'était imposé comme gardien numéro un à Aarhus, l'arrivée en prêt de Kamil Grabara à l'été 2020 le pousse sur le banc.
Grabara parti à la fin de son prêt, un autre gardien arrive lors de l'été 2021 en la personne de Jesper Hansen, recruté pour être titulaire. L'avenir d'Eskelinen s'assombrit alors qu'il n'est plus qu'un troisième choix dans la hiérarchie et il est annoncé partant, notamment du côté de l'IFK Göteborg.

### Örebro SK
Le 22 mars 2022, William Eskelinen rejoint l'Örebro SK. Il signe un contrat courant jusqu'en décembre 2023.

## Vie personnelle
William Eskelinen est le fils de l'ancien footballeur professionnel Kaj Eskelinen.